# Antimykotikum

Amfotericin B - jedno z nejvýznamnějších antimykotik vůbec, zařazené na seznam esenciálních léčiv dle WHO

Antimykotikum je léčivo používané k léčbě a prevenci mykóz, tedy infekcí způsobených houbami (včetně plísní a kvasinek). Používají se systémově (např. orálním podáním) nebo lokálně, zpravidla aplikací na pokožku. Mnoho farmaceutických koncernů zrušilo výzkumné týmy, jež antimykotika vyvíjely; následkem toho nebylo mezi lety 2006-2015 licencováno ani jedno nové antimykotikum. Mykózy jsou přitom ve světě stále vážným druhem infekce, trpí jimi až 300 milionů osob a 1,3-2 miliony z nich mykózám ročně podlehne.

## Mechanismus účinku
Různé třídy antimykotik se liší mechanismem jejich účinku. Vždy je nutné zajistit, aby toxicita léku pro buňky patogenní houby byla výrazně vyšší, než toxicita pro buňky pacienta. Jako příklady je možné uvést tyto cíle antimykotik:
- Permeabilita membrány - polyeny (amfotericin B)
- Syntéza ergosterolu - imidazoly a triazoly (flukonazol, itrakonazol, vorikonazol), allylaminy (naftifin, terbinafin)
- Syntéza nukleových kyselin - 5-fluorocytosin
- Syntéza buněčné stěny - kaspofungin

Desinfekční látky chemicky hubící kvasinky se nazývají levurocidní (levure - kvasinka, droždí, z francouzštiny).